# 森木美和
森木 美和（もりき みわ・1984年10月19日 - ）は、高知県出身の女性モデル、元レースクイーン。所属事務所はスプラッシュ。

## 人物・来歴
- 1984年、高知県で3人兄妹の末っ子（兄と姉がいる）として生まれる。短大在学時からモデル活動を開始。短大卒業後は愛媛県の一般企業に就職[2]、退職後愛媛県にあるモデル事務所を経て2006年に上京し、スプラッシュの所属タレントとなる。
- 2007年から2009年にかけて、SUPER GT「RAYBRIGレースクイーン」を務める。在任期間3年は篠崎ゆき&岡田樹里（共に1996年～1998年）、近藤和美（2002年～2004年）と並ぶ歴代2位タイ（最長は1999年から2003年まで5年間務めた三好さやか）。
- 趣味はゴルフ、釣り、料理、お菓子作り、ショッピング。好きな色はピンク。

## 出演遍歴

### 映画
- GOEMON（2009年・ワーナー・ブラザース、松竹） - 遊女役

### CM・スチール
- パナソニック「VIERA」「LUMIX」[3][4]
- カシオ計算機「EXILIM Hi-ZOOM EX-Z1200」（赤い女達編）
- 花王「ソフィーナ・UVカットミルク」
- 愛媛銀行「ひめぎんJCBカード[ａｓｉｔａ]」[5]
- 星野リゾート「リゾナーレウェディング」（10年後の約束篇）[6]
- 全薬工業「ジュレリッチ」[7]
- 日本マイクロソフト「Office2010 応援隊」[8]
- P&G「レノアハピネス・ステキな女」編[9]
- Honda Cars南関東
  - 「ひとりでも」篇（2019年4月）
  - 「いつのまにか」篇（2019年6月）
  - 「N-BOXのイイところ」篇・「FREEDのイイところ」篇（2020年1月）[10][11]

### WEBモデル
- ベネッセコーポレーション「OLIVE des OLIVE たまひよSHOP編」
- FIGHTING ROAD online